# Ljunga
Ljunga – miejscowość (tätort) w Szwecji, w regionie administracyjnym (län) Östergötland, w gminie Norrköping.
Według danych Szwedzkiego Urzędu Statystycznego liczba ludności wyniosła: 751 (31 grudnia 2015), 747 (31 grudnia 2018) i 745 (31 grudnia 2019).